# ドゥブラヴカ・ウグレシィチ
ドゥブラヴカ・ウグレシィチ（ドゥブラフカ・ウグレシッチ、Dubravka Ugrešić, 女性、1949年3月27日 - 2023年3月17日）は、オランダ在住のクロアチア人作家である。

## 経歴
ユーゴスラビア連邦を構成するクロアチア社会主義共和国・クティナに生まれる。母親はブルガリア・ブルガス生まれで、後にユーゴスラビアへ移住した 。ザグレブ大学に学んだ後、作家としての活動を開始する。1996年に発表された"The Culture of Lies"の日本語訳版として、翌1997年に「バルカン・ブルース」を上梓。ユーゴスラビア紛争において、セルビアやクロアチアなど紛争当事者である各国当局や、メディアがもたらす民族主義的な情報操作を批判した。
2023年3月17日、移住先のアムステルダムにて死去。

## 受賞歴
- オーストリア国家賞 1999年
- ハインリヒ・マン賞 2000年
- ジェイムズ・ティプトリー・ジュニア賞 2010年 （Baba Yaga Laid an Eggに対して）
- ノイシュタット国際文学賞 2016年
- ヴィレニツァ国際文学賞 2016年

## 邦訳作品
- 『バルカン・ブルース』岩崎稔 訳 未來社 1997年 ISBN 4-624-61033-4
- 『きつね』奥彩子 訳 白水社 2023年 ISBN 978-4-560-09370-2

## 主な作品
- The Age of Skin (2019)
- Fox (2017)
  - 『きつね』
- Europe in Sepia (2014)
- Karaoke Culture (2011)
- Baba Yaga Laid an Egg (2009)
- Nobody’s Home (2007)
- The Ministry of Pain (2005)
- Lend Me Your Character (2004)
- Thank You For Not Reading (2003)
- The Museum of Unconditional Surrender (1998)
- The Culture of Lies (1996)
  - 『バルカン・ブルース』
- Have A Nice Day: From the Balkan War to the American Dream (1994)
- In the Jaws of Life (1992)
- Fording the Stream of Consciousness  (1991)